# Denis Juneau
Denis Juneau (* 30. September 1925 in Verdun, Québec, Kanada; † 6. Oktober 2014 in Montreal) war ein kanadischer Maler und führendes Mitglied der zweiten Generation der kanadischen „Plasticiens“ (Plastizisten-Bewegung), die sich durch geometrische Abstraktion auszeichnete.

## Leben
Denis Juneau begann seine künstlerische Ausbildung 1942 am Monument National de Montréal und setzte sie von 1943 bis 1950 an der École des beaux-arts de Montréal fort. Dort wurde er von Lehrern wie Sylvia Daoust, Armand Filion, Alfred Laliberté und Alfred Pellan unterrichtet, wobei insbesondere Pellan einen prägenden Einfluss auf seine Entwicklung ausübte. Nach seinem Studium vertiefte Denis Juneau seine Kenntnisse durch eine Goldschmiedelehre bei Georges Delrue (1951 bis 1952) und ein anschließendes Design-Praktikum bei Gilles Beaugrand (1952 bis 1953).
Von 1954 bis 1956 studierte er in Italien an der Scuola di Disegno di Novara, wo er die Prinzipien des modernen Designs und der harmonischen Komposition erlernte. Als er im Herbst 1956 nach Montreal zurückkehrte, brachte er diese Ideen mit und beeinflusste Künstler wie Jean Goguen, Guido Molinari und Claude Tousignant, mit denen er die zweite Generation der Plasticiens bildete.
Denis Juneau war ein produktiver Künstler, der neben der Malerei auch Skulpturen schuf und Symbole und Logos entwarf, darunter das der Université de Montréal. Seine Werke wurden in Museen auf der ganzen Welt ausgestellt. 1986 erhielt er als erster Künstler den Gershon Iskowitz Preis. 1987 widmete ihm die National Gallery of Canada eine Einzelausstellung und 2001 organisierte das Musée national des beaux-arts du Québec eine große Retrospektive seiner Gemälde und Skulpturen. 2008 erhielt Denis Juneau den Prix Paul-Émile-Borduas, die höchste Auszeichnung der Regierung von Québec für bildende Kunst. Er war auch Mitglied der Royal Canadian Academy of Arts. Denis Juneau ist am 6. Oktober 2014 im Alter von 89 Jahren in Montréal verstorben.

## Werk
Denis Juneaus Werk ist von einer strengen geometrischen Abstraktion geprägt, die für die zweite Generation der Plasticiens aus Québec charakteristisch ist. Er experimentiert mit optischen Effekten und schafft dynamische Kompositionen, wobei er häufig die Kreisform verwendet. Sein Ansatz betont eine harmonische Komposition mit einem Minimum an gestalterischen Mitteln.